# オオクチバス
オオクチバス（大口バス、ノーザン・ラージマウスバス、学名 Micropterus nigricans Cuvier, 1828） は、オオクチバス属に分類される淡水魚の一種。原産地アメリカ合衆国では、アラバマ州・ジョージア州・ミシシッピ州・フロリダ州の州魚に指定されている。
1925年に神奈川県芦ノ湖で初めて放流された。以降徐々に分布が拡大し、コクチバス同様問題となっている。全国で増えることを心配して、オオクチバスなどほかの魚を別水系の川で再放流することを、禁止する自治体が増えている。

## 名称
学名
属名Micropterusは「小さな尾」の意であるが、これは初めて捕獲された本属魚類の個体の尾鰭が負傷欠損によって小さかったために、誤ってその特徴が名付けられてしまったものである。
日本
英名を直訳した「オオクチバス」が標準和名である。由来はコクチバスに比べ口が大きいことから。コクチバス M. dolomieu、フロリダバス（フロリダ・ラージマウスバス）M. salmoides などと共に、通称「ブラックバス」と呼ばれることが多い。コクチバスよりも釣魚としての認知の浸透、普及が半世紀以上先行して定着しているため、本種の別名として「ブラックバス」が使用される場合も多く、図鑑等における紹介でもしばしば「ブラックバス（オオクチバス）」と記述される。これはちょうどカムルチーが「ライギョ」と記される場合が少なくないのと同じである。略して単に「バス」と呼ばれることもある。
一方移入当初、商業漁獲対象魚としての観点からオオクチクロマスとも呼ばれたが、サケ科のマス類と混同されるためにこの呼称は現在では使用されていない。
アメリカ/カナダ
標準英名で呼ばれる。由来は和名に同じ。その他、釣魚としては背面の色彩に着目してコクチバスと区別したGreen backという呼び名がある。また、食用魚としてGreen bassという名で流通もしている。
中国
大口黒鱸と呼ばれる。

## 形態

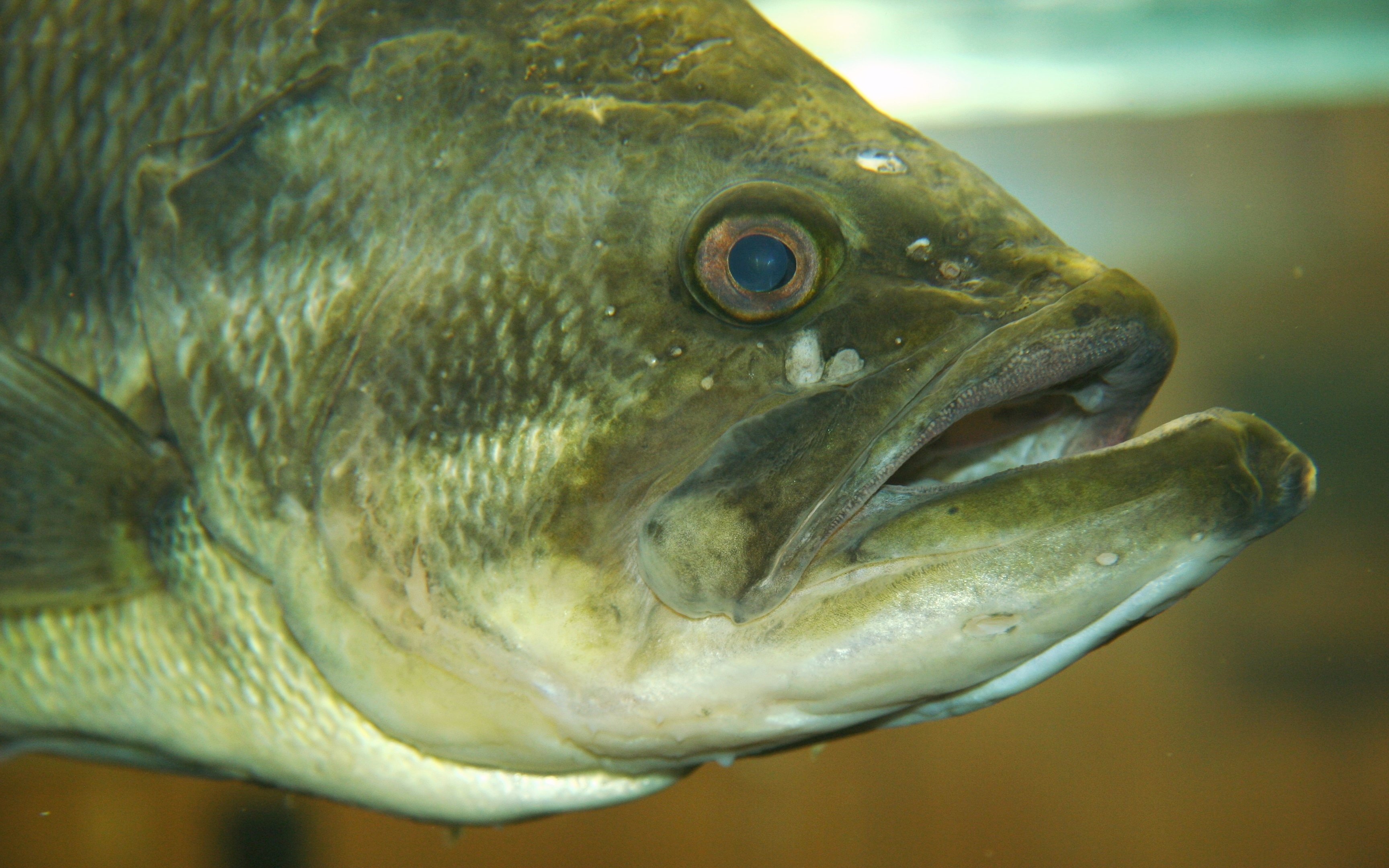
頭部

成魚は全長最大60cmに達するが、最大でジョージア州のジョージ・ペリーが釣り上げた全長97.0cm・体重10.09kg・年齢23歳の記録がある。日本でも2009年7月2日に琵琶湖で栗田学によって全長73.5cm、体重10.12kgの世界記録タイ（IGFAオールタックル世界記録では体重で大きさが決まるため）がブルーギルを餌にして捕獲されている。
体型は側偏した紡錘形。成長し亜成魚以降になると頭部後方から背鰭前方で背面が山なりに盛り上がる。上顎よりも下顎が前方に突き出る。
外部形態上のコクチバスとの代表的識別点として、口角が眼の後端を越える。しかし、幼魚は口角が眼の後端に達しない個体も少なくない。また、口吻はコクチバスのほうがオオクチバスよりも相対的にやや長く鋭角的に突出し、オオクチバスはより寸の詰まったずんぐりした顔をしている。このため、側面からの見た目上の口のサイズは両種間にそれほど大きな差があるわけではない。しかしオオクチバスはコクチバスよりも側偏が弱いために体幅が大きく、そのぶん頭部の幅と口の開口面積も大きくなっている。
背鰭は前後で第1、第2背鰭に分かれ、第1背鰭のほうが小さい。尾鰭後縁は黒く縁取られる。
背面側の体色は緑がかった褐色、腹面側は白っぽい。体側中央をやや太くいびつな帯が一条走る。尾びれの後縁には黒い縁取りがある。ただこれらは個体の体調や置かれた環境により不明瞭な場合も少なくない。

## 生態
本来はミシシッピ水系を中心とした北アメリカ南東部の固有種である。しかし、釣り（スポーツフィッシング）や食用の対象魚として世界各地に移入されたため、分布域の人為的拡大が著しい。
湖、沼などの止水環境や流れの緩い河川に生息するが、汽水域でもしばしば漁獲される。天敵から身を隠したり獲物を待ち伏せするため、障害物の多い場所を好む。一方、回遊して餌を探す場合もあり、特に幼魚〜亜成魚はしばしば群を作り隊列を組んで回遊行動をおこなうことがある。
食性は肉食性で、魚類・甲殻類・水生昆虫などを捕食する。報告は多くないが、小型哺乳類や鳥類の捕食例もある。
春から秋には岸近くで活発に活動するが、冬は深みに移り物陰に群れを成して越冬する。
繁殖は水温15℃の条件が必要である。この水温は、北アメリカの生息地では北部で5-6月、南部で12-5月である。日本では6月を盛期に5-7月である。また、多くの動物に見られるように、産卵は満月か新月の日に行われるのが一般的である。オスは砂地に直径50cmほどの浅いすり鉢状の巣を作り、メスを呼びこんで産卵させる。複数のメスを呼びこんで産卵するため、巣の卵数は1万粒に達することもある。日本ではムギツクに巣を襲われ、托卵されることもある。
卵は10日ほどで孵化する。産卵後もオスは巣に残り、卵を狙う敵を追い払うなどして保護する。孵化した仔魚は全長2-3cmになるまでオスの保護下で群れを成して生活する。稚魚がある程度の大きさになると、オスは稚魚を食べることで巣からの自立を促す、この過程で卵から孵った幼魚の半分以上が淘汰されるという。日本ではブラックバスの稚魚は、ハス、 ウグイ、ニゴイなど魚食性の強いコイ科の魚やライギョ、ナマズ、ドンコなどに捕食される。
成熟齢は2年から5年といわれ、一般には23cm前後で成熟する。寿命は一部に10年を超える個体もみられるが、多くは8年程度とされている。

### 日本産ブラックバスの遺伝的知見
日本国内の19府県47地点から得られた（オオクチバス、コクチバス、フロリダバス）247個体のDNAハプロタイプを分析した。結果は、オオクチバスでは10のハプロタイプが知られているが、7タイプを確認した。山中湖には7タイプが生息しているが、ブラックバスに対し漁業権を設定しているため、資源量を維持する目的で全国各地から移植されている事が、ハプロタイプからも裏付けられた。琵琶湖ではフロリダバスとオオクチバスのハプロタイプが確認された。
アメリカ国内のハプロタイプ分布は十分に解明されておらず、日本に移入された個体の系統の由来地域の解明も不十分である。アメリカ及び日本国内のハプロタイプ分布が十分に解明されると、日本への移入が既知の1925年と1972年以外に行われていたのか解明できると期待される。

## 外来種問題

### 日本への導入
日本において、本種は人為的に移入された外来種である。21世紀現在、国内全ての都道府県で生息が確認されており、湖・池といった多くの内水面で姿がみられる。日本に持ち込まれたのは、1925年に実業家の赤星鉄馬により芦ノ湖に放流されたのが最初である。
その後、芦ノ湖から日本国内の他水域にも再移入がおこなわれた他、1945年の敗戦にともない、進駐してきたアメリカ軍人が自分たちのゲームフィッシング用に多くの個体を持ち込み、分布拡大がさらに進む。例えば、沖縄県恩納ダムには1963年頃に移入され拡散したと考えられている。
1970年代以降、日本での分布が急速に拡大し、環境問題に発展している。釣り人による密放流（ゲリラ放流）、琵琶湖産のアユ種苗やゲンゴロウブナへの混入などによりその生息域を広げたと考えられている。導入経路や非公式な違法放流についてはミトコンドリアDNAの解析によりその実態が明らかになっている。

### 影響
捕食や競争により本来日本の湖・池に生息していた魚（在来魚）を減少させるとしてコクチバスやブルーギルと並び問題視されている。メダカ、ゼニタナゴ、ジュズカケハゼ、シナイモツゴといった希少な魚を減少させるなど魚類相に大きな影響を与えている。また、魚類だけでなく甲殻類や水生昆虫にも被害が発生しているほか、そうした生物を餌にする水鳥などの他の生物にも悪影響を及ぼす。さらに、アカネズミなどの齧歯類やヒミズなどの食虫類といった小型哺乳類、アオジやオオジュリンといった鳥類の直接的な捕食事例も確認されている。
本種は日本生態学会により日本の侵略的外来種ワースト100に選定されているが、国際自然保護連合によって世界の侵略的外来種ワースト100のひとつにも選ばれており世界的に問題となっている。

### 対策
事態を重くみた環境省は、2005年（平成17年）6月施行の「外来生物法（特定外来生物による生態系等に係る被害の防止に関する法律）」でコクチバスと共にオオクチバスの規制（輸入・飼養・運搬・移殖を規制する）を目指すことになった。しかし、2004年10月から開始されたオオクチバスを特定外来生物に選定する是非を決める会議では、全国内水面漁業協同組合連合会や外来種問題を危惧する研究者などの指定賛成派と、日本釣振興会、全日本釣り団体協議会、釣魚議員連盟といった指定反対派との間で意見が大きく対立し議論は難航した。この結果、2005年1月19日の第4回小会合にてオオクチバスの指定については半年まで検討期間を延長することになった。ところが、その2日後に当時の環境大臣小池百合子がバスは指定されるべきとの発言をしたため急遽方針が転換され、結局オオクチバスは特定外来生物に1次指定されることが決定した。こうした混乱や衝突はオオクチバスが大規模なバス釣り産業を形成しており経済的に重要な価値を有することが背景にあり、外来種問題の解決の難しさが窺える事例となった。また、多くの都道府県でも、内水面漁業調整規則に基づき移殖放流が禁止されている。1965年に移入された芦ノ湖の漁業権を管理する神奈川県は、オオクチバスを含めたブラックバスに関して移植をしてはならないとした。さらに、日本国外ではイギリスや韓国などで国内への持ち込みが禁止されている。
稚魚のすくい取り、産卵床の破壊、人工産卵床の設置、地引き網、池干しといった方法で防除が行われている。環境省では2005年度から「オオクチバス等防除モデル事業」を伊豆沼・内沼、羽田沼、片野鴨池、犬山市内のため池群、琵琶湖、藺牟田池の6つの地域で実施した。また、市民活動も盛んに行われており、2005年には「全国ブラックバス防除市民ネットワーク」が結成されている。防除対策によって減少していた魚類の増加が確認され生態系の回復が実現している水域もある。

### 漁業権と外来種問題
山梨県の河口湖、山中湖、西湖でのブラックバスの漁業権は1989-1994年に認められ、2005年施行の外来生物法でブラックバスの放流が禁じられた後も「特例」として許可されてきた。2014年1月の免許更新期を前に、地元漁協や自治体が継続を求め、日本魚類学会やNPOや自然保護団体などが反対していた。山梨県が地元漁協の免許の特例更新を認める方針を固めた。

## 食用
身は癖のない白身で美味。ムニエル、フライ、ポワレなどで食べられる。体表面の粘膜および浮き袋の付け根にある脂に生臭さがある場合が多いため、これを身につけないようにするのがコツとされる。表面に生臭みがある時は塩もみするか、濃い塩水中でたわしで洗うと落とせる。または、霜降りか泥抜きで臭みをとる。 小骨にも注意。また、生食では顎口虫症による健康被害が報告されており寄生虫対策として一度冷凍するか、もしくは加熱調理して食べる必要がある。水のきれいな水域の個体が美味で、汚染の危険性も低い。
オオクチバスを含めたサンフィッシュ科魚類は、原産地である北米では食用魚とされてきた。日本でも元々食用としての用途も意図されて移植されたが、専ら釣り（遊漁）の対象魚とされている。釣ったオオクチバスは再放流されることが多いが、一部ではオオクチバス料理を提供している店舗もある。1980年代頃に全国的に生息域が拡大し、在来生物層の保護という観点から、1990年代初頭には沖縄県を除く全ての都道府県で無許可での放流が禁止された。

## 漁業権魚種
日本国内でオオクチバスを漁業権魚種として認定している水域は現在、神奈川県の芦ノ湖、山梨県の河口湖、山中湖、西湖の4湖のみ。権利のない漁協権を行使して、料金をとっている漁協が多数あるようであるが、行政が長年の慣習から放置しているのが実情である。
ブラックバスが漁業権魚種ではない水域であっても入漁料の支払いを当該地域の漁協から求められることがある。これは目的釣魚がブラックバスであっても釣法（餌釣り等）によっては漁業権魚種が釣れてしまう「混獲」の可能性があり、たとえ即リリースする場合でも当該魚種を釣り人が「事実上の支配下」に置くことは漁業権魚種の漁獲とみなされるためであるとされている。